# Oestlundia
Oestlundia  (лат.) — род многолетних травянистых растений подтрибы Laeliinae трибы Epidendreae, подсемейства Эпидендровые, семейства Орхидные. 
Аббревиатура родового названия — Ost.

## Виды
Список видов по данным The Plant List:
- Oestlundia cyanocolumna (Ames, F.T.Hubb. & C.Schweinf.) W.E.Higgins
- Oestlundia distantiflora (A.Rich. & Galeotti) W.E.Higgins
- Oestlundia ligulata (La Llave & Lex.) Soto Arenas
- Oestlundia luteorosea (A.Rich. & Galeotti) W.E.Higgins